# Abbottina liaoningensis
Abbottina liaoningensis är en fiskart som beskrevs av Qin, 1987. Abbottina liaoningensis ingår i släktet Abbottina och familjen karpfiskar. Inga underarter finns listade i Catalogue of Life.